# Adolf Möller (Admiralintendant)
Adolf Möller (* 10. Mai 1897 in Straubing; † 1983) war ein deutscher Ministerialbeamter und Admiralintendant der Kriegsmarine.

## Leben
Adolf Möller studierte 1919 als Leutnant der Reserve des 2. bayer. Infanterie-Regiments an der Ludwig-Maximilian-Universität München Jura.
Er war von 1934 bis 1945 im Oberkommando der Marine eingesetzt. 1936 war er dort als Ministerialrat in der Werftverwaltungsabteilung im Allgemeinen Marineamt. Von Januar 1939 bis November 1939 war er Abteilungschef der Abteilung für Werftverwaltungsangelegenheiten (BBV), wurde dann Chef der Werftverwaltungsabteilung (K). Er blieb in dieser Kommandierung bis Juni 1944. Am 20. April 1942 wurde er Ministerialdirigent und wurde am 1. Mai 1944 zum Admiralintendant umernannt. Von Juli 1944 bis April 1945 war er Abteilungschef von MarWehr CI. Bis Kriegsende war er Chefintendant im Stab des Wehrmachtsbefehlshabers Norwegen. Zu Kriegsende kam er in Kriegsgefangenschaft, aus welcher er am 17. Mai 1948 entlassen wurde.
Nach dem Krieg kam er ab 1949 an das Bundesministerium für Angelegenheiten des Marshallplanes. Hier war er als Regierungsdirektor auch stellvertretender Leiter der Abteilung Allgemeine Angelegenheiten und Verwaltung, Organisations-, Personal-, Haushalts- und Wirtschaftsangelegenheiten.